# Ribeirão Garcia
O ribeirão Garcia é um curso de água de médio porte localizado no sul de Blumenau, Santa Catarina, no Brasil. Nasce no Parque Nacional da Serra do Itajaí e desagua no rio Itajaí-Açu, no centro histórico de Blumenau, aproximadamente 40 km ao norte de sua nascente. Batiza o distrito do Grande Garcia.
Flui por um vale estreito e úmido (chamado pelos colonos de Vale do Inhame), com amplas várzeas e baixadas que são invadidas por suas águas quando da ocasião de enxurradas. Sua mata ciliar é encontrada na maioria do percurso, e seus maiores habitantes são capivaras, lontras e garças. Como atravessa os bairros do Jardim Blumenau, Garcia, Vila Formosa, Valparaíso e Progresso, é acometido por alto índice de poluição doméstica e industrial — porém seu trecho limpo é rico em peixes.
Na região de sua foz, existe o Parque Municipal da Foz do Ribeirão Garcia, criado em 2000 (por ocasião dos 150 anos de Blumenau) mas que curiosamente não se estende até a foz do ribeirão. Em 2015 foi renomeado como Parque dos Animais Dra. Lúcia Sevegnani.
Uma estação de captação de água o represa no bairro Progresso, com a presença de uma escada para peixes. A ponte que o transpõe na rua 7 de Setembro — uma das principais vias do centro de Blumenau — foi edificada durante os anos 1960 e batizada em homenagem a Udo Deeke, após projeto de lei apresentado na Assembleia Legislativa de Santa Catarina.

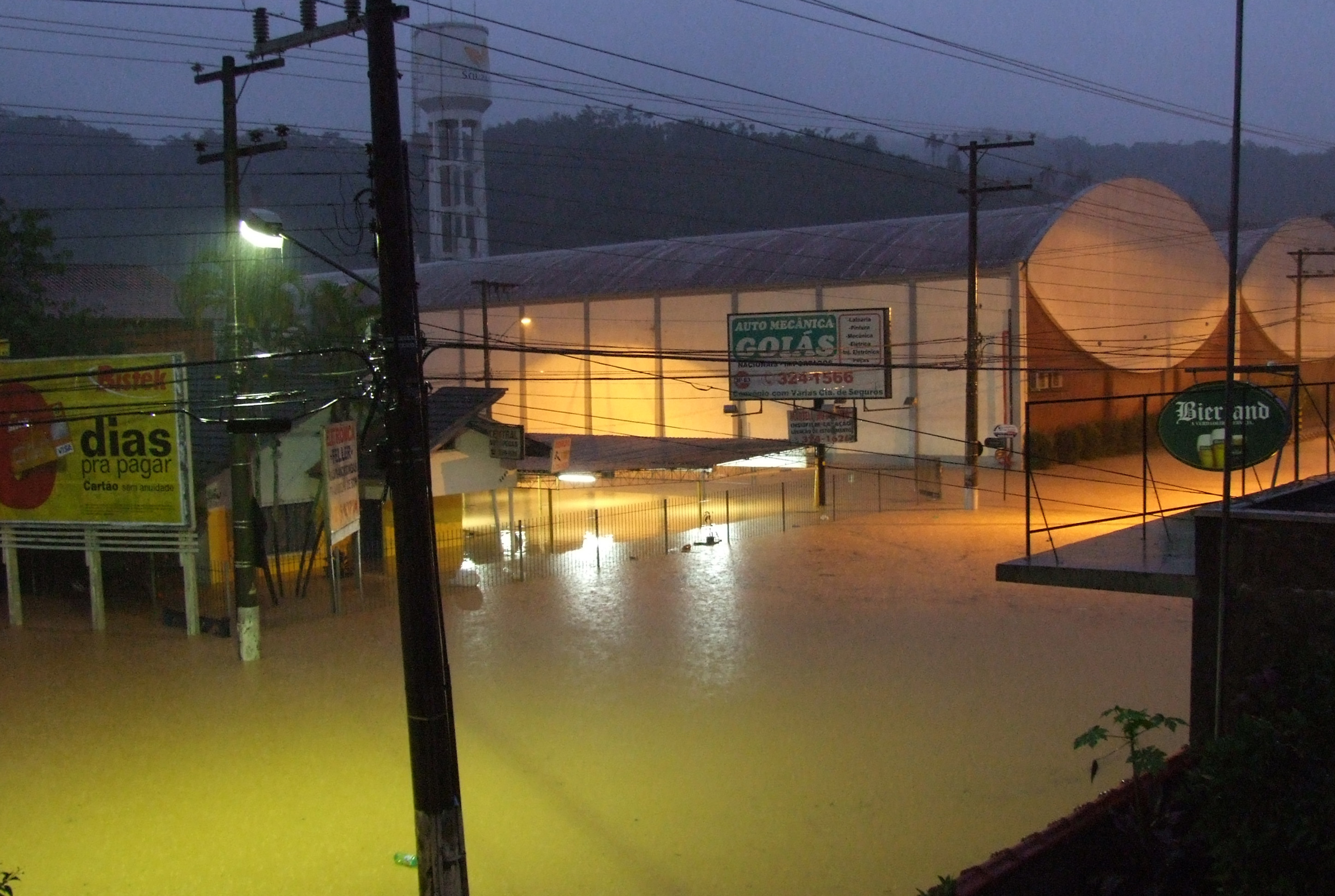
Transbordamento do ribeirão no distrito do Grande Garcia durante as enchentes em Santa Catarina em 2008
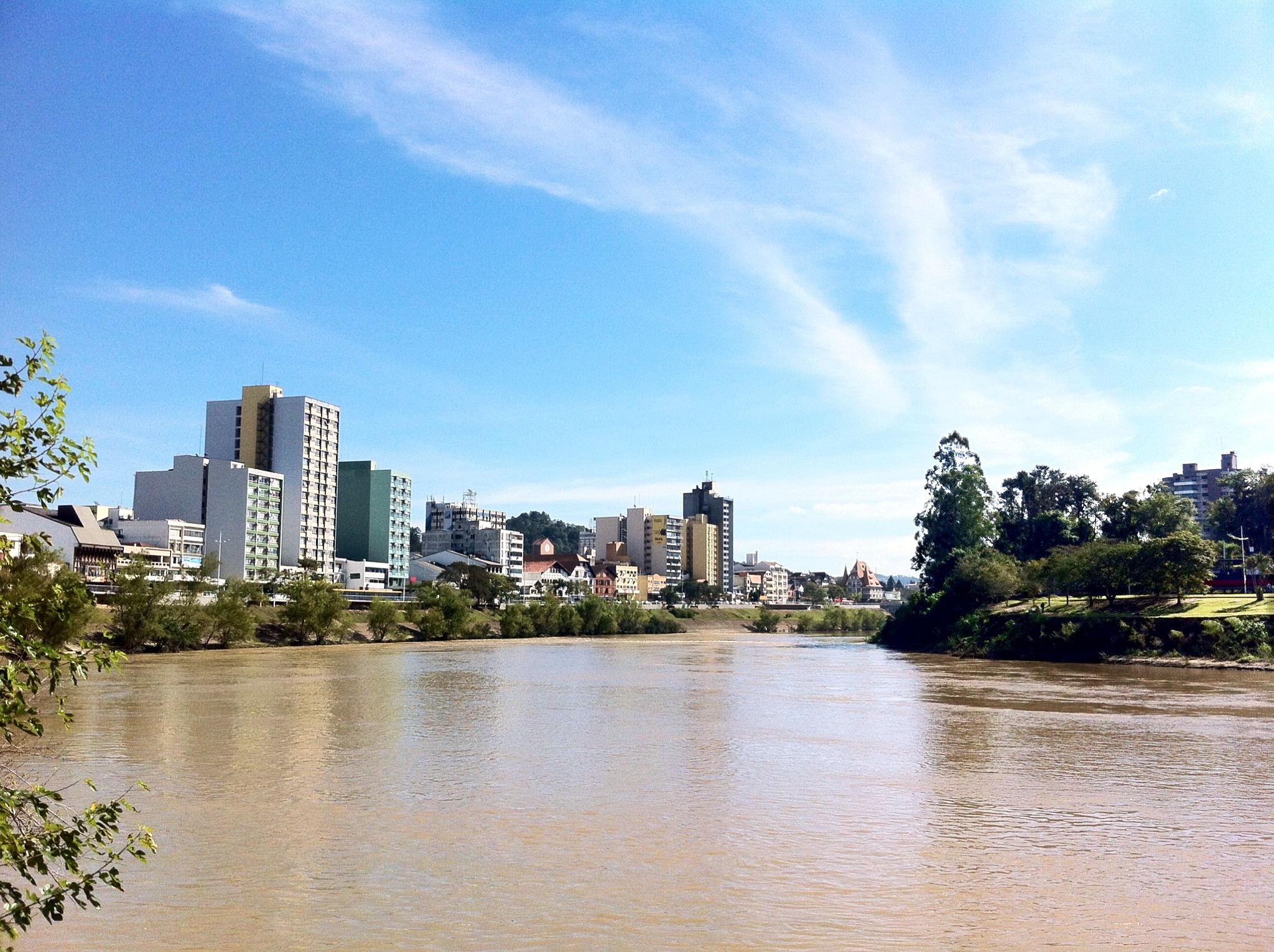
Centro da cidade visto da confluência do ribeirão Garcia com o rio Itajaí-Açu